# Words for the Dying
Words for the Dying è un album discografico in studio del musicista gallese John Cale, pubblicato nel 1989.

## Tracce
Tutte le tracce sono di John Cale tranne dove indicato.
Side A
1. Introduction
2. There Was a Saviour (testo di Dylan Thomas)
3. Interlude I
4. On A Wedding Anniversary (testo di Dylan Thomas)

Side B
1. Interlude II
2. Lie Still, Sleep Becalmed (testo di Dylan Thomas)
3. Do Not Go Gentle Into That Good Night (testo di Dylan Thomas)
4. Songs Without Words I
5. Songs Without Words II
6. The Soul of Carmen Miranda